# Franc Ogradi
Franc Ogradi, slovenski rimskokatoliški duhovnik, * 13. julij 1836, Gornji Grad, † 29. oktober 1921, Celje.

## Življenje in delo
Rodil se je očetu Petru in materi Gertrudi. Po končani gimnaziji v Celju je v študiral bogoslovje v Celovcu (1857–1859) in na novem bogoslovju v Mariboru (1859–1861). Bil je kaplan v Konjicah in na Sladki Gori (1868–1872), vikar v Celju (1872–1875), spiritual v semenišču v Mariboru (1875–1882), tu je bil med 1882 in 1890 stolni kanonik in ravnatelj semenišča, od 1. maja 1890 do smrti pa opat, župnik in dekan v Celju.
Bil je prvi predsednik 1887 novo ustanovljenega Cecilijanskega društva za lavantinsko škofijo. V Celju je bil član uprave Južnoštajerske hranilnice in član okrajnega šolskega sveta.